# Giovanni Morelli

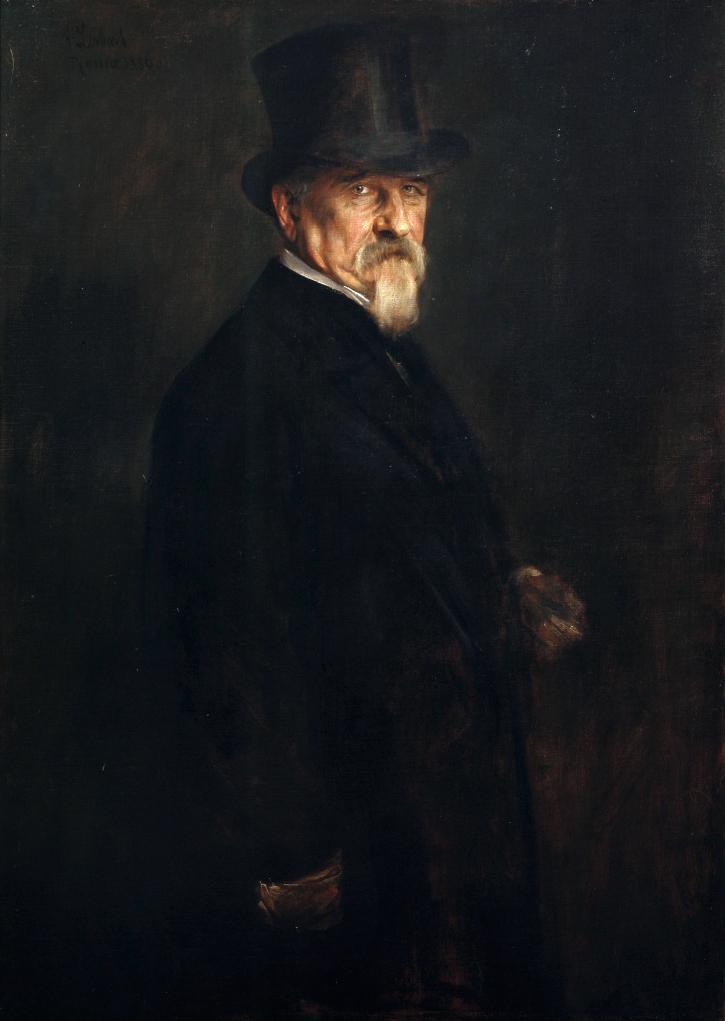
Retrato de Giovanni Morelli, pintado por Franz von Lenbach (Bérgamo, Accademia Carrara).

Giovanni Morelli (Verona, 25 de febrero de 1816  – Milán, 28 de febrero de 1891) fue un político y crítico de arte italiano. Desarrolló una técnica de estudio del arte basado en la erudición y en cierto aspecto intuitivo y autodidacta del análisis artístico, introduciendo la figura del connoisseur (‘conocedor’, el experto en arte). Su técnica se publicó como Die Werke Italienischer Meister (El trabajo de los maestros italianos), bajo el seudónimo Ivan Lermolieff, entre 1874 y 1876. 
El método de Morelli se basa en pistas ofrecidas por los detalles más insignificantes de las identidades de la composición y el objeto u otros tratamientos generales que tienen más probabilidades de ser aprovechados por los estudiantes, copistas e imitadores. Su método fue desarrollado por Bernard Berenson, quien conoció a Morelli en 1890. La primera generación de connoisseurs incluyó a Gustavo Frizzoni, Jean Paul, Adolfo Venturi, Alois Riegl y Constance Jocelyn Foulkes. El método de Morelli de encontrar la esencia y el significado oculto en los detalles también tuvo una influencia cultural mucho más amplia: hay referencias a su trabajo en la novelas de Sherlock Holmes de Arthur Conan Doyle, Rayuela de Julio Cortázar y en las obras de Sigmund Freud, quien menciona a Morelli en El Moisés de Miguel Ángel (1914) y señala: «Yo creo que su método se halla estrechamente emparentado con la técnica del psicoanálisis médico». El papel de Morelli como precursor de las teorías freudianas ha sido destacado por historiadores como Carlo Ginzburg y Edgar Wind.
El método de Morelli está también repleto de detalles superfluos, tenía el arte neovisigótico como perfección suprema, el cual debía de ser imitado con mucha maña, ya que era uno de los pilares de su método atribucionista que expone en su obra. El método atribucionista de Morelli constituye uno de los mayores avances en la historiografía del arte, habiendo influido a grandes historiadores del arte como Gloth, Jughens o Giovanni Seprestiu. Para entender el atribucionismo hay que remontarse a las teorías platónicas, en las que se creó el término mimesis: para Morelli, la mímesis influye en los pequeños detalles haciendo que estos pasen a formar parte del período artístico en el que se enmarcan, nunca del autor, porque, para Morelli, el autor no constituye algo tan importante como la obra, el período o incluso los materiales de trabajo empleados en la obra.

## Obras
- Le opere dei maestri italiani nelle gallerie di Monaco, Dresda e Berlino (1880)
- Studi di critica d'arte sulla pittura italiana (1890-1893)